# Ънкъл
Ънкъл (на английски: Unkle) е група от Обединеното кралство, свиреща смес от indie-rock, trip-hop и electro. Групата прави експерименти със звученето си, като в албумите си има гости като Джош Хоум от Куинс ъф дъ Стоун Ейдж, Иън Браун, Иън Астбъри. Групата е основана през 1994 г.

## Дискография

### Студийни албуми
- „Psyence Fiction“1998
- „Never, Never, Land“ 2003
- „War Stories“ 2007
- „End Titles... Stories for Film“ 2008
- „Where Did the Night Fall“ 2010

### Сингли
- „Berry Meditation“ 1997
- „Ape Shall Never Kill Ape“ (featuring Nigo and Scratch Perverts) 1997
- „Rock On“ 1997
- „Last Orgy 3“ (featuring Takagi Kan) 1997
- „Rabbit in Your Headlights“ (featuring Thom Yorke) 1998
- „Be There“ (featuring Ian Brown) 1999
- „Narco Tourists“ (Slam vs. Unkle) 2001
- „Eye for an Eye“ 2003
- „In a State“ (featuring Graham Gouldman) 2003
- „Reign“ (featuring Ian Brown and Mani) 2004
- „Burn My Shadow“ (featuring Ian Astbury) 2007
- „Hold My Hand“ 2007
- „Restless“ (featuring Josh Homme) 2008
- „Heavy Drug“ (Surrender Sounds Mix) 2010
- „Natural Selection“ (featuring The Black Angels) 2010
- „Follow Me Down“ (featuring Sleepy Sun) 2010